# Titina Silá
Ernestina (Titina) Silá (Cadique Betna, Tombali, Portugees-Guinea, 1 april 1943 – Río Cacheu, 30 januari 1973) was een Guinee-Bissause vrijheidsstrijdster voor de onafhankelijkheid van haar land tegen de Portugese overheersing. Samen met Amílcar Cabral en Domingos Ramos wordt ze beschouwd als de bekendste personen in de onafhankelijkheidsstrijd in Guinee-Bissau.

## Biografie
Titina Silá begon haar politieke carrière in 1961, toen ze zich aansloot bij de PAIGC ((Portugees: Partido Africano da Independência de Guiné e Cabo Verde) en aan het noordelijke front (in bevrijd gebied in Guinee-Bissau) actief werd. Twee jaar later bevond ze zich in het toenmalige Guinee-Conakry (het huidige Guinee) en aan het zuidelijke front in Guinee-Bissau. In augustus 1963 werd ze uitgekozen om in de Sovjet-Unie een opleiding in guerrillaoorlogsvoering te volgen, samen met Teodora Inácia Gomes. Na haar terugkeer in bevrijd gebied trainde ze PAIGC guerrillastrijders. In 1964 volgde ze in de Sovjet-Unie een opleiding in spoedeisende hulp.
Op 30 januari 1973 werd Titina Silá gedood in een hinderlaag door het Portugese leger. Ze verdronk in de rivier de Farim, in het noorden van Guinee-Bissau. Ze was op weg naar Guinee-Conakry om de begrafenis van Amílcar Cabral bij te wonen, die een week daarvoor vermoord was.

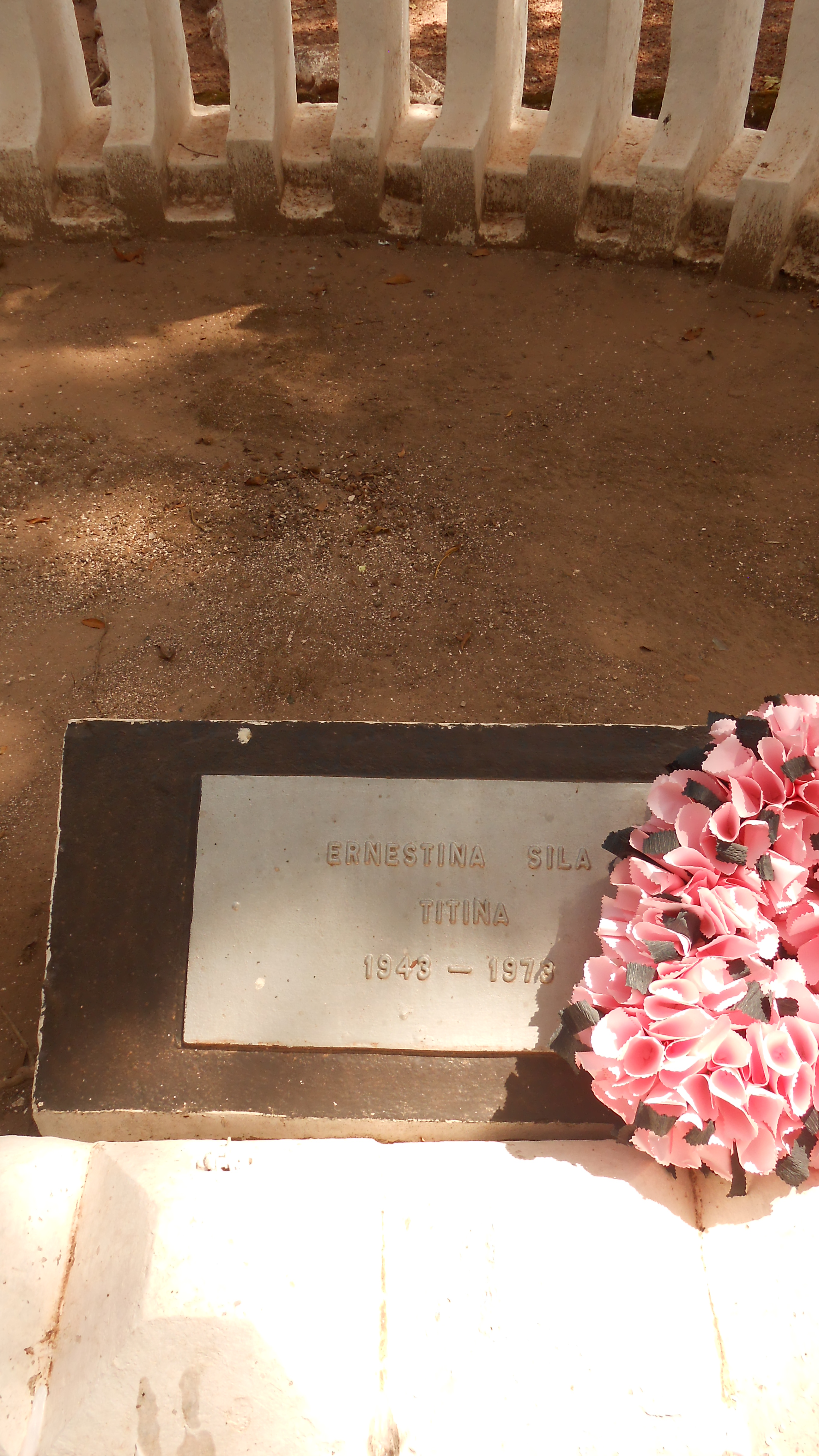
Het graf van Titina Silá in het Fortaleza de São José de Amura, Bissau.

Titina Silá is begraven in het nationale heldenmonument Heróis da Pátria, naast het Amílcar Cabral-mausoleum in het fort Fortaleza de São José de Amura in het centrum van de stad Bissau.

## Trivia
- In de tweede helft van de jaren zeventig werd op het eiland Bolama een jamfabriek geopend die de naam Titina Silá kreeg. Na de staatsgreep van 14 november 1980 werd de "Titina Silá" -fabriek gesloten door het nieuwe regime, met het argument dat de fabriek niet genoeg inkomsten genereerde.[4]
- Ter nagedachtenis aan Titina Silá werd in 2003, dertig jaar na haar overlijden, de 30e januari ingesteld als de "Nationale Dag van de Guinee-Bissause vrouwen".[5][6] Op deze datum mag geen vrouw die niet naar haar werk gaat, hiervoor worden gestraft.[1]